# Le Tourbillon (chanson)
Pour les articles homonymes, voir Le Tourbillon de la vie et Tourbillon.
Le Tourbillon, aussi nommée Le Tourbillon de la vie, est une chanson française écrite par Serge Rezvani et rendue célèbre par le film Jules et Jim en 1962, dans lequel elle est chantée par Jeanne Moreau.

## Histoire
La chanson Le Tourbillon a été écrite par Serge Rezvani en 1957 évoquant Jeanne Moreau. Mais pour se moquer gentiment d'elle, pas pour être chanté en scène (Serge Rezvani était avant tout un peintre à l'époque et non un parolier ou un chanteur). Jeanne Moreau quittait en effet sans cesse son compagnon du moment, Jean-Louis Richard, le meilleur ami de Serge Rezvani à l'époque, puis ils se réconciliaient. La chanson était à l'origine destinée à rester uniquement dans le cercle d'amis de son auteur Serge Rezvani. Elle faisait partie du répertoire des chansons de Serge Rezvani qu'ils avaient pour habitude de chanter lorsque se retrouvaient avec Serge Rezvani, Jeanne Moreau, François Truffaut, Boris Vian, Francesca Solleville...
Quelques années plus tard, en 1961, au moment du tournage du film Jules et Jim, François Truffaut demande à Serge Rezvani s'il peut intégrer sa chanson Le Tourbillon, car elle y correspondait très bien : « une femme qui hésite entre les hommes, et décide de les aimer tous ». Sur le 45 tours sorti en décembre 1961,  Serge Rezvani est crédité sous le pseudonyme de Bassiak (signifiant « va-nu-pieds » en russe), car il ne souhaite pas être exposé médiatiquement, préférant la vie au calme loin de Paris dans le Sud de la France avec sa compagne Lula. Par ailleurs, la chanson est cosignée par Georges Delerue, qui a composé aussi la bande originale de Jules et Jim : Serge Rezvani s'en explique notamment en 2015 dans son livre Le Tourbillon de ma vie. À l'époque, la Sacem ne le reconnaissait que comme « mélodiste », l'obligeant à cosigner avec des musiciens pour l'édition des partitions et pour les répétitions avec Jeanne Moreau.

## Reprises
Le Tourbillon est enregistré par Francesca Solleville et Henri Serre en 1962.
En 1990, par Pigalle sur l'album Regards Affligés Sur La Morne Et Pitoyable Existence De Benjamin Tremblay, Personnage Falot Mais Ô Combien Attachant.
Le 17 mai 1995, Vanessa Paradis participe à la cérémonie d'ouverture du Festival de Cannes où, accompagnée par Jean-Félix Lalanne à la guitare, elle interprète Le Tourbillon en direct devant la présidente du jury, Jeanne Moreau, qui se lève et termine la chanson avec elle. Ce qui devait être une petite surprise est finalement devenu une séquence forte du 48e Festival.
En 2001, la version de Vanessa Paradis seule sort dans un album de compilation de reprises.
En 2004, Les Croquants reprennent la chanson dans l'album Reprisé.
En 2004, par Mathieu Johan et Karima Charmi sur l'album Star Academy 4 fait son Cinéma.
En 2011, par Lambert Wilson dans l'album Le Temps des Poètes.
En 2014, par Tal et Alizée. 
En 2021, la chanson est reprise par la chanteuse Pomme dans le cadre de l’émission Symphonie pour la vie, spéciale pièces jaunes.
Angèle interprète Le Tourbillon une première fois en 2021 dans l'émission Le grand échiquier, et une seconde fois en duo avec Clara Luciani dans Taratata en 2022.

## Dans la publicité
La mélodie du Tourbillon est reprise dans trois spots publicitaires : un de Marionnaud en 2007, un de Vichy Célestins en 2010 et un de Volkswagen en 2020.